# Coupe de Croatie féminine de football
La Coupe de Croatie féminine de football existe depuis 1992. Elle a été créée la même année que le championnat de Croatie féminin.

## Compétition
Il y a un tour préliminaire suivi des quarts de finale et des demi-finales. Tous les matchs se disputent en une manche. La finale se joue en matchs aller et retour.

## Palmarès
- 1992 : ŽNK Maksimir
- 1993 : ŽNK Maksimir
- 1994 : ŽNK Zagreb
- 1994-1995 : ŽNK Osijek
- 1995-1996 : ŽNK Osijek
- 1996-1997 : ŽNK Osijek
- 1997-1998 : ŽNK Osijek
- 1998-1999 : ŽNK Osijek
- 1999-2000 : ŽNK Osijek
- 2000-2001 : ŽNK Osijek
- 2001-2002 : ŽNK Osijek
- 2002-2003 : ŽNK Maksimir
- 2003-2004 : ŽNK Maksimir
- 2004-2005 : ŽNK Maksimir
- 2005-2006 : ŽNK Dinamo Maksimir
- 2006-2007 : ŽNK Osijek
- 2007-2008 : ŽNK Osijek
- 2008-2009 : ŽNK Osijek
- 2009-2010 : ŽNK Osijek
- 2010-2011 : ŽNK Osijek
- 2011-2012 : ŽNK Osijek
- 2012-2013 : ŽNK Osijek
- 2013-2014 : ŽNK Osijek
- 2014-2015 : ŽNK Osijek
- 2015-2016 : ŽNK Osijek
- 2016-2017 : ŽNK Osijek
- 2017-2018 : ŽNK Split
- 2018-2019 : ŽNK Split
- 2019-2020 : Compétition abandonnée en raison de la pandémie de Covid-19
- 2020-2021 : ŽNK Split
- 2021-2022 : ŽNK Split
- 2022-2023 : ŽNK Split
- 2023-2024 : ŽNK Dinamo Zagreb

## Bilan par clubs
- 19 victoires dont 11 consécutives :  ŽNK Osijek
- 6  victoires : ŽNK Dinamo Maksimir
- 5 victoires :  ŽNK Split
- 1 victoire :  ŽNK Zagreb, ŽNK Dinamo Zagreb

## Note
Entre 1974-1975 et 1990-1991, 7 clubs croates ont remporté la Coupe de Yougoslavie : ŽNK Loto, ŽNK Maksimir  et ŽNK Sloboda '78 (2 fois), ŽNK Zagreb (1 fois).